# Eleonora Bianchi (Schauspielerin)
Eleonora Bianchi (* 18. Juni 1942 in Mailand) ist eine italienische Schauspielerin.
Bianchi, über deren Leben wenig bekannt ist, war in ihren Rollen eine der typischen Blondinen-Heldinnen der 1960er Jahre, die als hübsches Mädchen in abenteuerlichen Filmen in die Hände des Schurken fällt und vom Helden gerettet werden muss. Nach einigen Jahren und 14 Filmen beendete Bianchi ihre Karriere so plötzlich, wie sie begonnen hatte. Als amerikanisiertes Pseudonym wurde Ely McWhite benutzt.

## Filmografie
- 1961: Der Erpresser ruft an (Un figlio d'oggi)
- 1961: 5 marines per 100 ragazze
- 1961: Pecado de amor
- 1962: Herkules, der Sohn der Götter (Ulisse contro Ercole)
- 1962: Achilles (Achille)
- 1963: Der Stärkste unter der Sonne (Maciste l'eroe più grande del mondo)
- 1964: Zorikan lo sterminatore
- 1964: Maciste im Reich von König Salomon (Maciste nelle miniere di re Salomone)
- 1965: Te lo leggo negli occhi
- 1965: Der steinerne Wald (Il tesoro della foresta pietrificata)
- 1965: Die Rückkehr des Gefürchteten (Erik il vichingo)
- 1965: 100.000 Dollar für Ringo (100.000 Dollari per Ringo)
- 1965: Agente X 1-7 operación Océano
- 1967: 100.000 verdammte Dollar (Voltati… ti uccido!)